# Periplaneta formosana
Periplaneta formosana är en kackerlacksart som först beskrevs av Heinrich Hugo Karny 1915.  Periplaneta formosana ingår i släktet Periplaneta och familjen storkackerlackor.
Artens utbredningsområde är Taiwan. Inga underarter finns listade i Catalogue of Life.